# Rudolf Huber
Rudolf Huber (20 febbraio 1963) è un ex sciatore alpino austriaco.

## Biografia
Specialista delle prove veloci originario di Wagrain, Huber debuttò in campo internazionale in occasione degli Europei juniores di Škofja Loka 1981, dove vinse la medaglia d'argento nella discesa libera, e fu 3º nella classifica della medesima specialità in Coppa Europa nella stagione 1983-1984. In Coppa del Mondo ottenne il primo piazzamento il 15 dicembre 1984 in Val Gardena in discesa libera (8º), conquistò il miglior risultato il 28 febbraio 1987 a Furano nella medesima specialità (6º) e colse l'ultimo piazzamento il giorno successivo in supergigante (10º); ottenne l'ultimo piazzamento agonistico ai Campionati austriaci 1988, dove conquistò la medaglia d'argento nella discesa libera. Non prese parte a rassegne olimpiche né ottenne piazzamenti ai Campionati mondiali.

## Palmarès

### Europei juniores
- 1 medaglia[1]:
  - 1 argento (discesa libera a Škofja Loka 1981)

### Campionati austriaci
- 4 medaglie[1]:
  - 1 oro (combinata nel 1981)
  - 1 argento (discesa libera nel 1988)
  - 2 bronzi (discesa libera nel 1985; discesa libera nel 1987)